# Savana ad acacia del Sahel
La savana ad acacia del Sahel è un'ecoregione dell'ecozona afrotropicale, definita dal World Wide Fund for Nature, che si estende attraverso il nord dell'Africa in una fascia continua che va dall'oceano Atlantico al mar Rosso, attraverso Mauritania, Senegal, Mali, Burkina Faso, Niger, Nigeria, Camerun, Ciad, Repubblica Centrafricana, Sudan, Sudan del Sud, Eritrea ed Etiopia (codice ecoregione: AT0713). Coincide approssimativamente con la regione geografica denominata Sahel, fatta eccezione per le principali zone umide e montuose, ed è situata tra il Sahara, a nord, e la savana sudanese, a sud.

## Territorio
È un'ecoregione di savana che occupa una superficie di 3.053.200 chilometri quadrati che comprende il nord del Senegal, il sud della Mauritania, il centro del Mali, il nord del Burkina Faso, il centro del Niger, il nord-est della Nigeria, il nord del Camerun, il centro di Ciad e Sudan, l'ovest dell'Eritrea e il nord-ovest dell'Etiopia.
Confina a nord con la steppa e boscaglie del Sahara meridionale e con varie enclaves della regione dei boschi xerofili montani del Sahara occidentale, a nord-ovest con il deserto costiero atlantico e la steppa e boscaglie del Sahara settentrionale, a nord-est con il deserto costiero del mar Rosso, a sud-ovest con la savana sudanese occidentale, a sud con il mosaico dei monti Mandara, a sud-est con la savana sudanese orientale e la prateria inondabile del Sahara, e ad est con le foreste montane dell'Etiopia, la boscaglia e macchia di Acacia-Commiphora somala e le praterie e macchie xerofile dell'Etiopia. Inoltre, contiene al suo interno le boscaglie xerofile montane del Sahara orientale, l'area principale della savana inondabile del lago Ciad e gran parte della savana inondabile del delta interno del Niger-Bani.
Si tratta di una pianura con un'altitudine compresa tra i 200 e i 400 metri. Il clima è tropicale, caldo e con grandi variazioni stagionali. Le temperature oscillano tra 18 e 36 °C. Le precipitazioni annue variano tra i 600 mm nel sud e i 200 mm del nord. La stagione delle piogge va da maggio a settembre; nella stagione secca gli alberi perdono le foglie e l'erba si secca.
Durante l'inverno, il vento caldo e secco del nord, chiamato harmattan, trascina sabbia dal Sahara.

## Flora
La vegetazione dominante è la savana alberata. La specie arborea più comune è l'acacia Acacia tortilis.

## Fauna
Come tutte le zone di transizione, il Sahel non annovera molti endemismi; i pochi che ci sono appartengono alla confinante fascia più umida, quella sudanese, con cui spesso questa zona viene accorpata nei trattati di biogeografia. I magri suoli argilloso-sabbiosi offrono cibo a pochi erbivori specializzati come due specie di gazzelle, che sono i principali mammiferi veramente endemici del Sahel: la gazzella dalla fronte rossa (Eudorcas rufifrons) e la gazzella dama (Nanger dama). Entrambe queste specie sono state quasi distrutte dalla caccia e dall'ultima grande siccità. La gazzella dama compie periodiche migrazioni, formando gruppi numerosi, spostandosi nella parte meridionale del Sahara durante la stagione più umida. Al contrario, la gazzella dorcade (Gazella dorcas), diffusa nel Sahara e nel Medio Oriente, raggiunge nella fascia saheliana il limite meridionale del suo areale, soprattutto durante la stagione arida. Molto più grandi delle gazzelle sono gli alcelafi e i damalischi, antilopi ampiamente diffuse nelle savane africane ma che presentano numerose sottospecie endemiche, ciascuna propria di una regione diversa del continente. Queste differenti razze si distinguono per la forma delle corna (soprattutto negli alcelafi) e ciò ha acceso gli appetiti dei collezionisti di trofei che facevano a gara per possederle tutte. Ciò ha portato allo sterminio di questi animali in diverse aree. Entrambe le specie, alcelafo e damalisco, sono rappresentate ciascuna da una razza endemica della zona saheliano-sudanese: Alcelaphus buselaphus major e Damaliscus lunatus korrigum. Oltre ai grandi erbivori, esiste un certo numero di roditori fra cui ricordiamo soltanto i più grandi e vistosi: la lepre di Crashway (Lepus microtis) e l'istrice crestata (Hystrix cristata).
Soltanto alcuni dei numerosi predatori delle savane africane riescono a trovare nel Sahel le condizioni idonee alla loro sopravvivenza: sono i più opportunisti come la iena macchiata (Crocuta crocuta) e lo sciacallo (Canis anthus), oltre a quelli specializzati nella veloce corsa su territori aperti o nell'inseguimento, come sono rispettivamente il ghepardo (Acinonyx jubatus) e il licaone (Lycaon pictus), oggi in gran parte sterminati. Esiste però anche un predatore endemico e inaspettato. Si tratta della volpe pallida (Vulpes pallida), una specie notturna ed elusiva, su cui non si sa quasi niente. Si nutre di roditori, lepri e forse anche di piccole gazzelle. Il Sahel, così arido e povero di alberi, non è un posto adatto per le scimmie; l'unico primate che può vivere in questo ambiente è il babbuino oliva (Papio anubis), terrestre, gregario e onnivoro, comune anche nelle savane dell'Africa orientale. Intelligente ed eclettica, questa scimmia riesce a trovare cibo dappertutto, rovesciando i sassi per mettere allo scoperto insetti e rettili, scavando buche nel suolo alla ricerca di invertebrati in genere e di radici, e divorando praticamente tutto ciò che trova, a parte forse i velenosi scorpioni e le scolopendre.
Per quanto riguarda i piccoli mammiferi, nell'area si contano diversi endemismi: i gerbilli Gerbillus bottai, Gerbillus muriculus, Gerbillus nancillus, Gerbillus stigmonyx, Taterillus petteri e Taterillus pygargus, il topo striato Lemniscomys hoogstraali e il pipistrello Eptesicus floweri.
Endemiche sono anche due specie di uccelli: l'allodola rugginosa (Mirafra rufa) e il pendolino di Sennar (Anthoscopus punctifrons).
Dieci specie di rettili sono endemiche della regione.

## Conservazione
Vulnerabile. Principali minacce sono l'allevamento estensivo, l'aridocoltura, la raccolta di legna, la caccia e gli incendi.
Solamente il 5% dell'ecoregione è protetto. Tra le aree protette ricordiamo:
- il parco nazionale del bacino del Ciad in Nigeria;
- la riserva naturale Aïr-Ténéré in Niger;
- il parco nazionale del Diawling in Mauritania;
- il santuario nazionale degli uccelli di Djoudj in Senegal, dichiarato patrimonio dell'umanità dall'UNESCO;
- la riserva parziale faunistica del Sahel in Burkina Faso;
- il parco nazionale di Waza in Camerun;
- il parco nazionale di Kalamaloue in Camerun.